# Obrona Rybczy

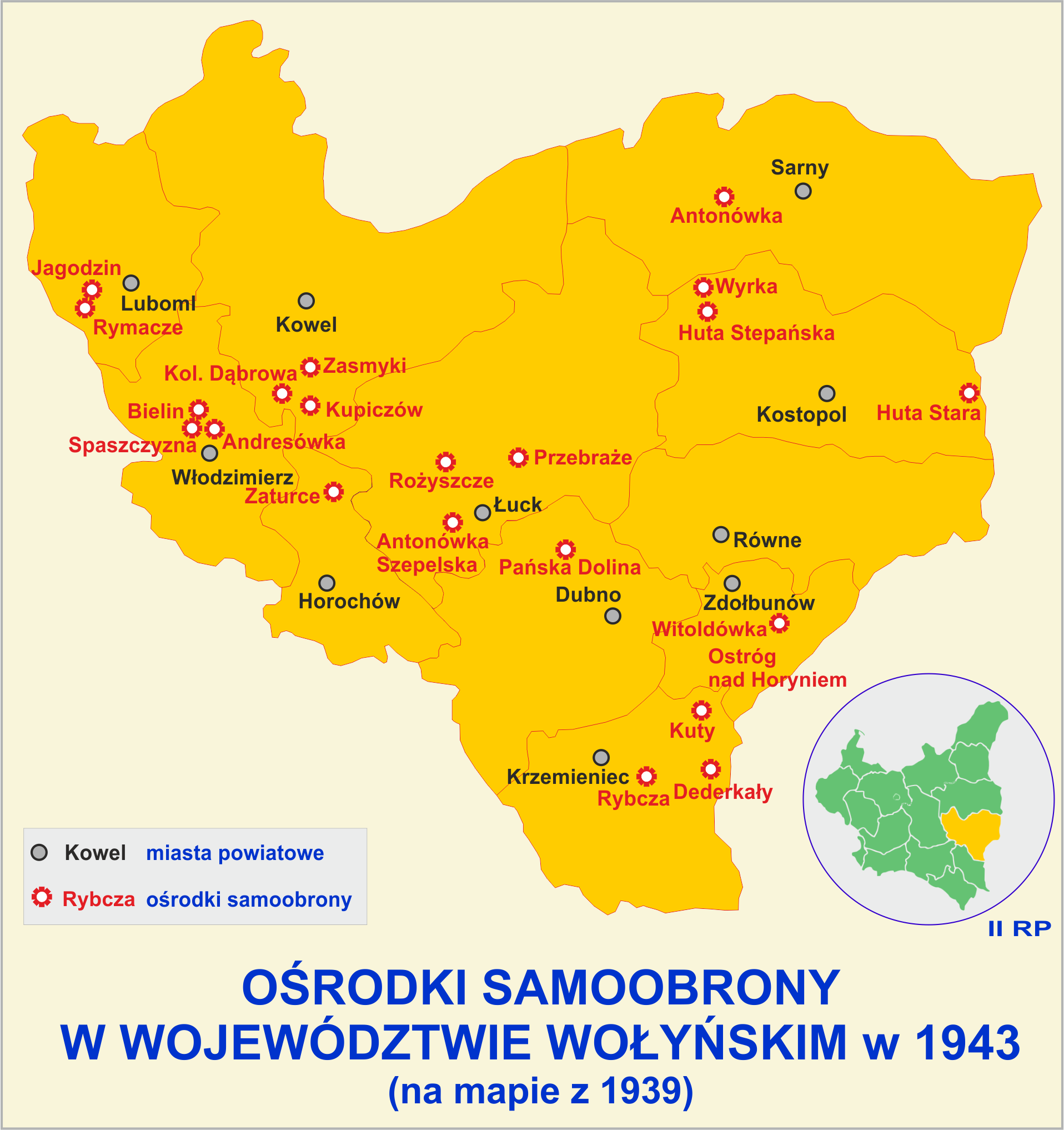
Ośrodki samoobrony w 1943 roku

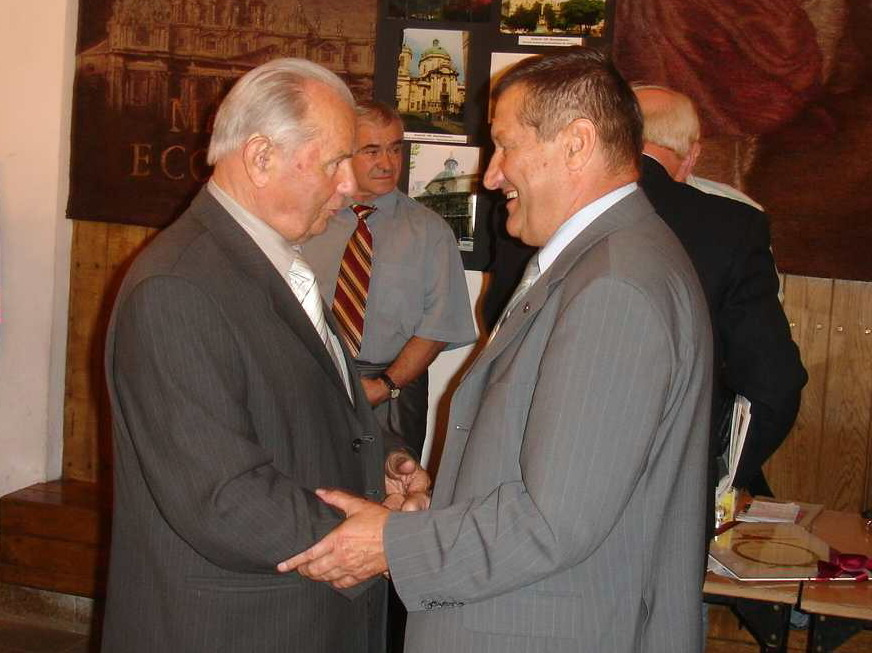
Pułkownik Jan Niewiński (po lewej stronie) jeden z dowódców samoobrony w Rybczy, lipiec 2008

Obrona Rybczy – walki obronne polskiej samoobrony w Rybczy na Wołyniu z oddziałami UPA podczas rzezi wołyńskiej. Polakom udało się odeprzeć wszystkie ataki Ukraińców i utrzymać wieś aż do wejścia Armii Czerwonej w marcu 1944 r. W maju 1945 r. mieszkańcy Rybczy zostali przymusowo wysiedleni.

## Przygotowania do obrony
W związku z mordami na Polakach na przełomie 1942/1943, Rybczy pilnowały kilkuosobowe patrole. W marcu 1943 r. zorganizowano samoobronę. Ponieważ zabudowania wsi były rozrzucone na dużym obszarze, stworzono dwa bastiony obronne: pierwszy w murowanej szkole na wzniesieniu, a drugi po zachodniej stronie wsi, w składającym się z kilku murowanych budynków gospodarstwie Niewińskich. Stanowiska ogniowe mieściły się w schronach i bunkrach, które połączono rowami. Były one przystosowane do odpierania ataków nawet w przypadku okrążenia. Dowództwo samoobrony w szkole sprawowali członkowie konspiracji ZWZ-AK: Franciszek Mytkowski, ps. Ułan i Marcin Mysłowski, ps. Sołtys. Obroną zachodniego odcinka dowodził Jan Niewiński, ps. Sokół.
Od kwietnia 1943 r. do wsi napływali uchodźcy z sąsiednich wsi, chroniąc się przed mordami UPA. Pozwoliło to zwiększyć liczebność oddziału samoobrony do 250 osób. W jego szeregi wstąpiło też 5 byłych sowieckich żołnierzy, szukających w Rybczy schronienia przed UPA. W czerwcu 1943 r. AK przysłała do wsi wachmistrza Henryka Butyńskiego ps. Kobryń, który objął dowództwo nad całością obrony.
Obrońcy borykali się z licznymi problemami. Odczuwalny był brak broni – wyszukiwano ją na pobliskich pobojowiskach, kupowano od Niemców i Węgrów za żywność. Wystarano się także oficjalną drogą u Niemców w Krzemieńcu o karabiny, argumentując to koniecznością obrony przed Ukraińcami. Ponadto w związku z przeludnieniem i brakiem odpowiednich warunków higienicznych, we wsi wybuchła epidemia tyfusu i czerwonki, w wyniku której zmarło kilka osób. Sytuację udało się opanować dzięki staraniom Komitetu Opieki nad Uchodźcami. Jego przedstawicielka, Irena Sandecka, udzieliła wydatnej pomocy w polepszeniu warunków sanitarnych.
Upowcy, wiedząc o zorganizowanej obronie, starali się poznać siły samoobrony, wysyłając do wsi szpiegów. Od lipca uchodźcy przynosili wieści o przygotowywanym ataku, w związku z czym wykopano dodatkowe okopy i bunkry.

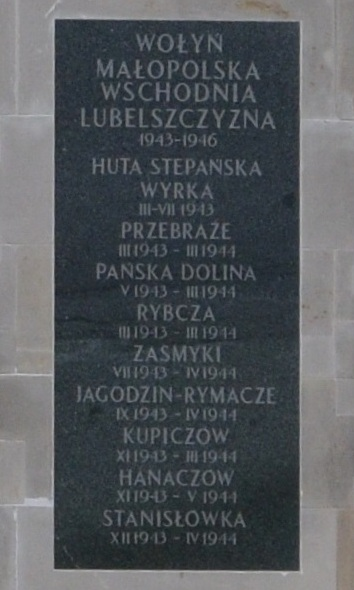
Tablica Grobu Nieznanego Żołnierza w Warszawie wymieniająca Rybczę

## Napad
5 sierpnia 1943 r. przed północą wieś została otoczona i zaatakowana przez siły UPA, mające wsparcie okolicznych Ukraińców. W pierwszym szeregu szli upowcy z bronią krótką, rakietnicami i pochodniami, podpalając budynki. W drugiej linii nacierali strzelcy, którzy ostrzeliwali polskie stanowiska. Na końcu zaś posuwali się chłopi uzbrojeni w narzędzia gospodarskie. Napastnikom udało się początkowo zaskoczyć Polaków i dotrzeć do skraju wsi. Jednak wkrótce potem oddział samoobrony, który wycofał się do punktów oporu, otworzył celny ogień. Podpalone domy i stodoły jasno oświetlały teren, co ułatwiło ostrzał. Po około czteroipółgodzinnej walce atak został odparty. Zginęło trzech mieszkańców wsi. Straty materialne były znacznie większe – spłonęły 42 budynki. Spowodowało to, że część mieszkańców wyjechała do Krzemieńca. Wachmistrz Butyński został odkomenderowany do Tarnopola, a dowództwo przejął Jan Niewiński.
Mimo niepowodzenia upowcy nie zrezygnowali ze zdobycia wsi. Zmienili jednak taktykę, nękając Rybczę atakami przeprowadzanymi na mniejszą skalę. 20 lutego 1944 r. oddział UPA próbował podstępem dostać się do wsi, podając się za oddział partyzantki radzieckiej. Jednak dzięki postawie Jana Niewińskiego, który wbrew doradcom nie wpuścił rzekomych partyzantów sowieckich do wsi, Rybcza ocalała. Upowcy odmaszerowali w stronę Wiśniowca, gdzie dokonali zbrodni na bezbronnej polskiej ludności.

## Opuszczenie wsi
15 marca 1944 r. w okolicy pojawiły się wojska sowieckie, co oznaczało koniec stanu oblężenia. Część mężczyzn zaciągnęła się do polskiego wojska (berlingowców). Jeszcze 9 kwietnia 1944 r. upowcy porwali jadących do Katerburga Franciszka Mytkowskiego i Marcina Mysłowskiego, których późnej zamordowali we wsi Willa.
W maju 1945 r. mieszkańcy wsi zostali ekspatriowani. Murowana szkoła, będąca w czasie walk samoobrony punktem oporu, została rozebrana.

## Upamiętnienie
Od 2017 roku obronę Rybczy przed UPA upamiętnia tablica przy Grobie Nieznanego Żołnierza w Warszawie.